# Деревня ангелов
«Глава четвёртая: Деревня ангелов» (англ. Chapter Four: Village of the Angels) — четвёртая серия тринадцатого сезона британского телесериала «Доктор Кто» и четвёртая часть шестисерийной истории «Поток», занимающей весь сезон. Премьера состоялась 21 ноября 2021 года на канале BBC One. Сценарий серии написали главный сценарист и исполнительный продюсер Крис Чибнелл и Максин Алдертон, режиссёр серии — Джейми Магнус Стоун.
Роль Тринадцатого Доктора исполнена актрисой Джоди Уиттакер, в ролях спутников Ясмин Хан и Дэна Льюиса — Мандип Гилл и Джон Бишоп соответственно.

## Сюжет
Доктор перезагружает ТАРДИС, чтобы избавиться от плачущего ангела внутри, но тот успевает перенести её в деревню Меддертон 21 ноября 1967 года. Яс и Дэн ищут пропавшую девочку Пегги, в то время как мисси Хэйуорд призывает жителей эвакуироваться. Ангел переносит Яс и Дэн в 1901 год, где они находят Пегги. Они встречают миссис Хэйуорд, которая находится на другой стороне временного барьера в 1967 году. Она раскрывает, что является будущей версией Пегги.
Доктор тем временем находит лабораторию в подвале, где профессор Юстасий Джерико проводит парапсихологические опыты на Клэр, которая была перенесена ангелом во времени из 2021 года (серия «Хэллоуинский апокалипсис»). Дом Джерико окружают ангелы в поисках Клэр, которая рассказывает Доктору, что в Меддертоне этой ночью произойдёт массовое исчезновение, как и в 1901 году. В 1967 году Доктор, Клэр и Джерико закрываются в подвале, а Клэр признаётся, что постепенно становится ангелом. У неё было предвидение ангела, и его изображение захватило её разум. Доктор заходит внутрь её разума, чтобы избавиться от ангела, но узнаёт, что тот скрывается от других ангелов, членов отряда извлечения от Дивизиона. Беглый ангел заявляет, что обладает всей информацией о Дивизионе, в том числе о прошлом Доктора. Он предлагает Доктору воспоминания в обмен на защиту. Ангелы прорываются внутрь, и Джерико прерывает ментальную связь между Доктором и Клэр. Они сбегают через тоннель, но ангелы отправляют Джерико в 1901 год и окружают Клэр и Доктора. Доктор узнаёт, что ангелы вытащили деревню из времени и пространства, чтобы поймать беглого ангела. Доктор пытается договориться с ними, но беглый ангел предложил им другую сделку, отдав им Доктора. Доктор призвана обратно в Дивизион и превращается в плачущего ангела.
В то же время Бел приземляется на планету Пузано, где видит, как многих переживших Поток обманывает Лазурь, и их заключают в Пассажире. Намаке, которого она спасла, она передаёт сообщение и отправляется искать Лазурь. В сцене посреди заключительных титров Виндер прибывает на Пузано, получает сообщение Бел от Намаки и обещает найти её.

## Производство

### Разработка
Серия написана главным сценаристом и исполнительным продюсером сезона Крисом Чибнеллом, а также Максин Алдертон, которая вернулась после написания серии «Призраки виллы Диодати» в прошлом сезоне. Это единственная серия сезона, которая написана не исключительно Крисом Чибнеллом. Также серия включает в себя сцену посреди заключительных титров, что нетипично для сериала. 

### Актёрский состав
Сезон стал третьим для Джоди Уиттакер в роли Тринадцатого Доктора, а также Мандип Гилл в роли Ясмин Хан. Джон Бишоп присоединился к команде в роли нового спутника Дэна Льюиса. Кевин Макнелли и Аннабель Шоли сыграли второстепенные роли. Кевин Макнелли ранее появлялся в серии «Дилемма близнецов» (1984 год). Винсент Бримбл ранее играл в серии «Воины из глубины» (1984 год).

### Съёмки
Джейми Магнус Стоун, который был режиссёром четырёх серий предыдущего сезона, стал режиссёром первого блока, состоящего из первой, второй и четвёртой серий сезона. Первоначально съёмки должны были начаться в сентябре 2020 года, но в итоге из-за пандемии COVID-19 начались в ноябре 2020 года.

## Показ и критика
| Агрегированные оценки            | Агрегированные оценки |
| Источник                         | Рейтинг               |
| -------------------------------- | --------------------- |
| Rotten Tomatoes (Tomatometer)    | 100 %                 |
| Rotten Tomatoes (средняя оценка) | 8,0/10                |
| Оценки критиков                  |                       |
| Источник                         | Рейтинг               |
| Radio Times                      | [ 7 ]                 |
| The A.V. Club                    | A-                    |
| The Independent                  | [ 14 ]                |
| The Telegraph                    | [ 15 ]                |

### Показ
Премьера серии состоялась 21 ноября 2021 года. Представляет собой четвёртую серию истории из шести частей под названием «Поток», занимающей весь 13-й сезон. На американском канале BBC America и канадском канале CTV Sci-Fi Channel серия вышла вечером по местному времени в тот же день. На австралийском канале ABC 2 серия вышла вечером 22 ноября. Премьера на русском языке состоялась в тот же день на стриминговом сервисе КиноПоиск HD.

### Рейтинги
Премьеру серии на BBC One посмотрело 3,45 миллиона зрителей. За семь дней количество зрителей возросло до 4,55 миллионов. Количество просмотров за неделю достигло самого низкого показателя среди серий возрождённого сериала (с 2005 года), однако серия стала восьмой по просмотрам программой недели на канале BBC One и 21-й программой недели в Великобритании. Показ серии на BBC America посмотрело 318 тысяч зрителей. Индекс оценки серии составил 79 из 100, что является самой высокой оценкой в сезоне.

### Критика
На сайте-агрегаторе критики Rotten Tomatoes 100 % из 8 критиков дали серии положительную оценку, и средний рейтинг составил 8,0 из 10.